# Taxillus delavayi
Taxillus delavayi är en tvåhjärtbladig växtart som först beskrevs av Philippe Édouard van Tieghem, och fick sitt nu gällande namn av Danser. Taxillus delavayi ingår i släktet Taxillus och familjen Loranthaceae.

## Underarter
Arten delas in i följande underarter:
- T. d. barbatus
- T. d. yanjingensis